# Georg Busch (Physiker)

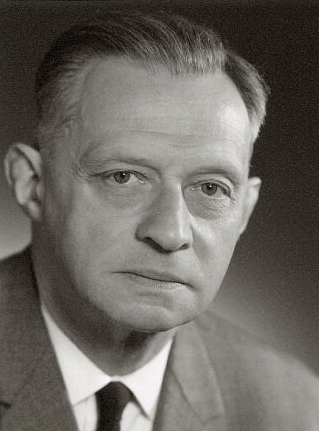
Georg Busch

Georg Busch (* 12. September 1908 in Zürich; † 31. Januar 2000 ebenda) war ein Schweizer Physiker und Hochschullehrer.

## Werdegang
Georg Busch wuchs in der Stadt Zürich auf. Ab 1927 studierte er an der Eidgenössischen Technischen Hochschule Zürich (ETHZ), wo er 1933 das Diplom als Physiker erhielt und Assistent von Paul Scherrer am Physikalischen Institut wurde. Neben dem Studium war er engagierter Rudersportler und gewann mehrere Schweizer Meisterschaftswertungen. Mit der Dissertation Neue Seignette-Elektrika erlangte er 1938 den Titel Dr. sc. nat. ETHZ. Referent war Paul Scherrer. Seine Habilitationsschrift unter dem Titel Über den Mechanismus spannungsabhängiger Widerstände legte er 1942 vor.
Im Jahr 1949 wurde Busch als ausserordentlicher Professor für Physik an der ETHZ gewählt. Es folgte eine Gastprofessur am Carnegie Institute of Technology in Pittsburgh, PA, USA, während 1951. 1955 erfolgte die Beförderung zum ordentlichen Professor an der ETH für das gleiche Lehrgebiet. Das Laboratorium für Festkörperphysik gründete er 1956 und wurde dessen Vorsteher bis zu seiner Emeritierung 1978. Busch war wesentlich beteiligt an der Gestaltung der ETH-Aussenstelle Hönggerberg bei Zürich, welche 1974 eingeweiht wurde. Seine Abschiedsvorlesung am 22. Juni 1978 trug den Titel: Wasserstoff – Energieträger der Zukunft? (Dokumentation in ETHZ-Bibliothek vorhanden).
Busch heiratete 1940 Margarete Klemm. Er starb im Alter von 91 Jahren.

## Werk
Busch arbeitete auf verschiedenen Gebieten der Festkörperphysik. Schon während seiner Assistentstätigkeit entdeckte er das ferroelektrische Kaliumdihydrogenphosphat. Die Firma Sprecher & Schuh regte an, die physikalischen Grundlagen von Siliziumkarbidwiderständen zu untersuchen. Die Habilitationsschrift von Busch war dieser Thematik gewidmet. Er wandte sich früh der Halbleiterforschung zu. Arbeiten über die Thermoemission aus Halbleitern und Komponenten der Leistungselektronik waren von Bedeutung. Zusammen mit andern Forschern entstanden Beiträge in anderen Teilgebieten der Festkörperphysik zum Magnetismus, zur Magnetooptik und zur Elektronenspektroskopie. Viele Physikstudenten besuchten seine Vorlesungen. Die Vorlesungsunterlagen über Festkörperphysik erschienen in Buchform sowohl in Deutsch wie auch in Englisch. Busch war nicht nur Theoretiker, sondern schuf auch neue Messmethoden und führte sie in seinen Praktika ein. Ehemalige Studenten berichten, dass seine von ihm konzipierten Praktika musterhaft aufgebaut und durchgeführt wurden. Rund 40 Dissertationen sind unter seiner Leitung entstanden. Mehrere seiner Doktoranden spielten später in der Schweizer Industrie eine bedeutende Rolle, insbesondere waren sieben seiner Doktoranden später bei der Firma Brown Boveri & Cie tätig. Busch war im Bereich der Festkörperphysik und Elektronik einer der wenigen damaligen Professoren der ETH, welche international breit bekannt und geachtet waren.

## Ehrungen
- Mitglied der Finnischen Akademie der Wissenschaften ab 1966
- Ehrenmitglied der Schweiz. Physikalischen Gesellschaft ab 1976
- Mitglied der New York Academy of Science ab 1997

Die folgenden Hochschulen verliehen Busch die Ehrendoktorwürde:
- Universität Turku, Finnland, 1970
- Universität Genf 1982
- Technische Hochschule Aachen 1986

## Schriften (Auswahl)
- Elektronenleitung in Nichtmetallen: zusammenfassender Bericht. Birkhäuser, Basel 1950.
- mit U. Winkler: Bestimmung der charakteristischen Grössen eines Halbleiters aus elektrischen, optischen und magnetischen Messungen. In: Ergebnisse der exakten Naturwissenschaften. Band 29, 1956, S. 145–207.
- Unterricht und Forschung am Physikalischen Institut der ETH. In: Schweizerische Bauzeitung. Band 81, Heft 21, 1963, S. 396.
- Anleitung zum physikalischen Praktikum an der E.T.H. 8. Auflage. Selbstverlag, Zürich 1966.
- W. Känzig: Georg Busch zum 60. Geburtstag. In: Helvetica Physica Acta. Band 41, Nr. 6/7, 1968, S. 657–667. (mit Werkverzeichnis)
- U. Winkler: Georg Busch als Lehrer. In: Helvetica Physica Acta. Band 41, 6/7, 1968, S. 1263.
- mit H. Schade: Vorlesungen über Festkörperphysik. (= Lehrbücher und Monographien aus dem Gebiete der exakten Wissenschaften. Physikalische Reihe. Band 5). Birkhäuser, Basel 1973, ISBN 3-0348-5526-5.
- How I discovered the ferroelectric properties of KH2PO4. In: Ferroelectrics. Vol. 71, 1987, S. 43–47.